# Bodhrán

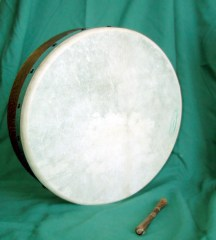
Bodhrán oraz tipper

Bodhrán, IPA: /ˈbaʊrɑːn/ – irlandzki bęben obręczowy, z którego dźwięk wydobywa się przez uderzanie dwustronną pałeczką nazywaną cipín lub tipper. Tradycyjnie składał się z drewnianego korpusu oraz membrany z koziej skóry, chociaż dzisiaj bardzo często wykonywane są z materiałów syntetycznych. Średnica bodhránu może wynosić od 25 do 65 centymetrów, aczkolwiek zazwyczaj jest to około 45 centymetrów. Głębokość bodhránu waha się pomiędzy 7 a 13 centymetrów.
Bardzo popularny w muzyce celtyckiej.